# Câinele Mic (constelație)
Câinele Mic esto o constelație australă.

## Obiecte cerești

### Nebuloase,roiuri de stele,galaxii
Coordonate:  08h 00m 00s, +05° 00′ 00″